# Jan Willem van Nouhuys
Jan Willem van Nouhuys (Leiden, 28 december 1869 - Den Haag, 11 april 1963) was een Nederlandse marineofficier in Nederlands-Indië, ontdekkingsreiziger en museumdirecteur. Hij is vooral bekend geworden door zijn deelname aan drie expedities naar het binnenland van Nederlands-Nieuw-Guinea in het begin van de twintigste eeuw.

## Marine en Nieuw-Guinea
Van Nouhuys trad in de voetsporen van zijn vader, een kapitein bij de koopvaardij, en koos voor een beroep op zee. In 1895 was hij stuurman bij de Gouvernements Marine in Nederlands-Indië. In 1901 werd hij bevorderd tot kapitein. In 1903 voerde hij het bevel over het marineschip Zeemeeuw dat de leden vervoerde van de Noord-Nieuw-Guinea-expeditie die onder leiding stond van C.E.A. Wichmann en waaraan ook H.A. Lorentz deelnam. Van Nouhuys was zeer geïnteresseerd in de exploratie van het nauwelijks bekende eiland en nam als amateur-geoloog en -bioloog actief deel aan de tocht, die behalve een wetenschappelijk karakter ook een duidelijk economisch motief had: men was op zoek naar de aanwezigheid van exploiteerbare  lagen steenkool. Ook verrichtte hij daarna geologisch onderzoek op de Indonesische Sula-eilanden.
Van Nouhuys werd door expeditieleider Lorentz nog tweemaal gevraagd om deel te nemen aan latere expedities die de eeuwige sneeuw van Centraal Nieuw-Guinea moesten bereiken: in 1907, aan een expeditie die bekendstaat als de Eerste Zuid Nieuw-Guinea Expeditie, en in 1909 voor de Tweede Zuid-Nieuw-Guinea-expeditie. Pas tijdens de tweede expeditie werd het doel bereikt; Van Nouhuys en Lorentz waren de eersten ooit die hun voetstappen zetten in de 'tropische sneeuw' van Nieuw-Guinea.

## Museumdirecteur
In 1915 verliet Van Nouhuys de marine en keerde met zijn vrouw en kinderen terug naar Nederland. Door zijn ervaringen en kennis van navigatie en Nieuw-Guinea werd hij in Rotterdam directeur van het Museum voor Land- en Volkenkunde (nu: Wereldmuseum Rotterdam) en het Maritiem Museum Prins Hendrik (nu: Maritiem Museum Rotterdam), die in die jaren samen gingen. Deze functie - hij was hierin de opvolger van Johannes François Snelleman, die ook een grote ervaring had als expeditieganger in Nederlands-Indië - vervulde hij tot 1934, tijdens welke hij veel onderzoek en wetenschappelijke publicaties op zijn naam zette. Zijn belangrijkste aankoop was de 'Atlas van de Wereld', de wereldkaart van Gerard Mercator in atlasvorm in 1932.
Van Nouhuys werd in 1935 opgevolgd door de antropoloog Gottfried W. Locher. Na zijn pensionering bleef Van Nouhuys nog vele jaren actief als lid van een aantal genootschappen en commissies, hetgeen hem veel onderscheidingen opleverde. Hij stierf op 93-jarige leeftijd als een gelauwerd man.

## Over Van Nouhuys
- Duuren, David van en Steven Vink, 'Jan Willem van Nouhuys (1869-1963)', in: David van Duuren et al., Oceania at the Tropenmuseum. Amsterdam: KIT Publishers, 2011, p. 63.
- Nooteboom, C., "In Memoriam Jan Willem van Nouhuys". Tijdschrift van het Koninklijk Aardrijkskundig Genootschap 81, 1964, pp. 1–4.